# Cleptometopus olivaceus
Cleptometopus olivaceus là một loài bọ cánh cứng trong họ Cerambycidae.